# Sorja (Riwne)
Sorja (ukrainisch Зоря; russisch Заря Sarja, polnisch Dębowa Dolina) ist ein Dorf und administratives Zentrum der gleichnamigen Landratsgemeinde in der ukrainischen Oblast Riwne mit etwa 5200 Einwohnern (2023).

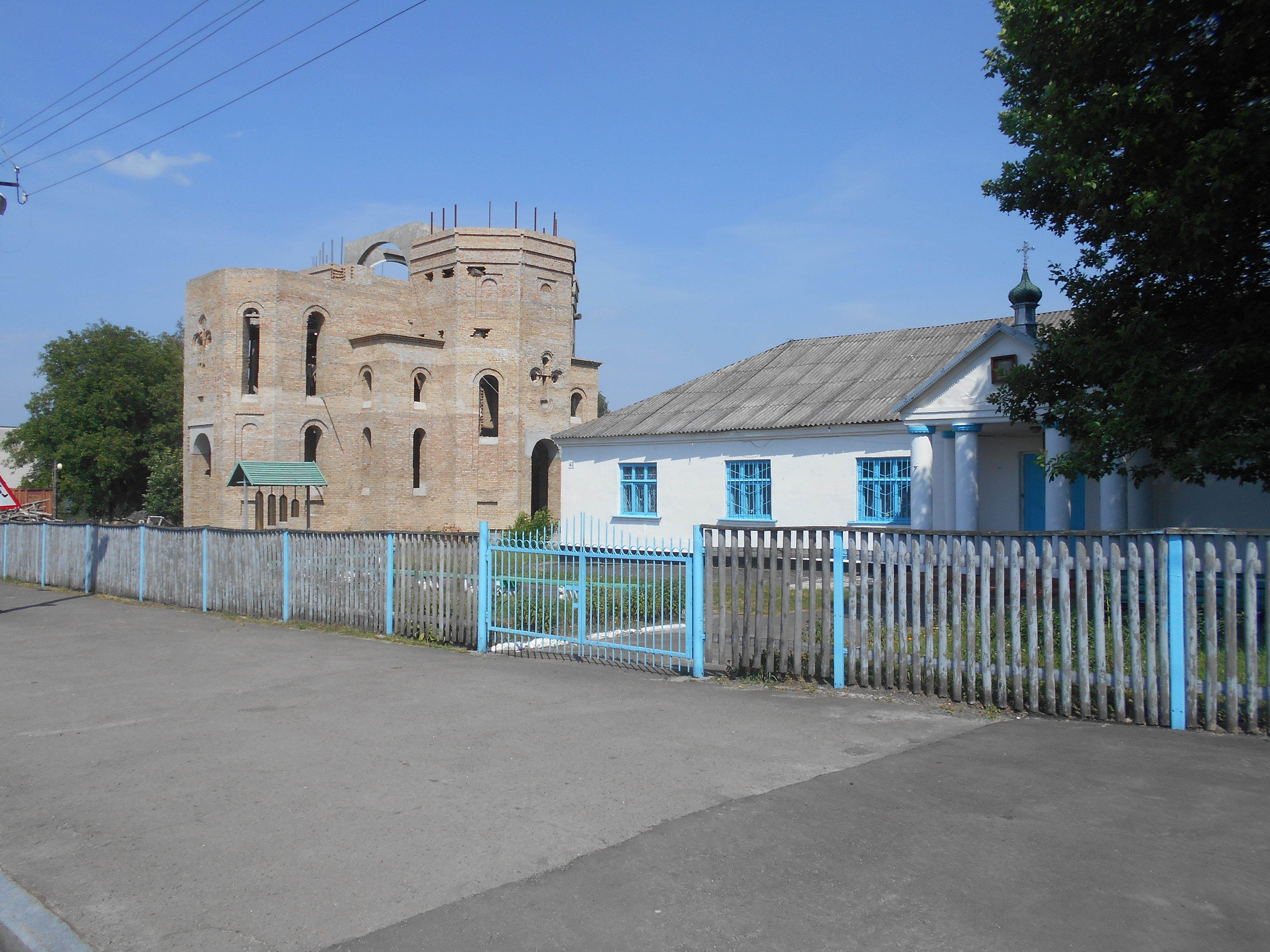
Gebäude im Ort

Das 1850 gegründete Dorf erhielt 1950 seinen heutigen Namen. Es liegt im Westen des Rajon Riwne an der Fernstraße N 22 21 km nordwestlich vom Oblast- und Rajonzentrum Riwne und 3 km südlich der Siedlung städtischen Typs Klewan.
Durch das Gemeindegebiet fließt die Stubaska (Стубазка), ein 86 km langer Nebenfluss der Horyn.

## Verwaltungsgliederung
Am 12. Juni 2020 wurde das Dorf zum Zentrum der neugegründeten Landgemeinde Sorja (Зорянська сільська громада Sorjanska silska hromada). Zu dieser zählen noch die 14 in der untenstehenden Tabelle aufgelisteten Dörfer, bis dahin bildete es zusammen mit den Dörfern Biliw, Derewjane, Dykiw, Holyschiw, Hrabiw, Nowostaw, Olyschwa, Sastawja, Smorschiw und Staroschukiw die Landratsgemeinde Sorja (Зорянська сільська рада/Sorjanska silska rada) im Nordwesten des Rajons Riwne.
Folgende Orte sind neben dem Hauptort Sorja Teil der Gemeinde:
| Name                     | Name             | Name                              | Name               | Name |
| ukrainisch transkribiert | ukrainisch       | russisch                          | polnisch           |      |
| ------------------------ | ---------------- | --------------------------------- | ------------------ | ---- |
| Biliw                    | Білів            | Белев (Belew)                     | Bielów             |      |
| Derewjane                | Дерев'яне        | Деревянное (Derewjanoje)          | Derewianne         |      |
| Dykiw                    | Диків            | Диков (Dikow)                     | Dików              |      |
| Holyschiw                | Голишів          | Голышов (Golyschow)               | Hołyszów           |      |
| Hrabiw                   | Грабів           | Грабов (Grabow)                   | Grabów             |      |
| Nowoschukiw              | Новожуків        | Новожуков (Nowoschukow)           | Nowosiółki         |      |
| Nowostaw                 | Новостав         | Новостав                          | Nowy Staw-Jurydyka |      |
| Nowostaw-Dalnij          | Новостав-Дальній | Новостав-Дальний (Nowostaw-Dalni) | Nowy Staw          |      |
| Olyschwa                 | Олишва           | Олышва                            | Oleszwa            |      |
| Raduchiwka               | Радухівка        | Радуховка (Raduchowka)            | Radochówka         |      |
| Sastawja                 | Застав'я         | Заставье (Sastawje)               | Zastawie           |      |
| Smorschiw                | Сморжів          | Сморжев (Smorschew)               | Smorzów            |      |
| Staroschukiw             | Старожуків       | Старожуков (Staroschukow)         | Żuków Stary        |      |
| Suchiwzi                 | Сухівці          | Суховцы (Suchowzy)                | Suchowce           |      |

## Persönlichkeiten
- Oleksij Sytsch (* 2001), Fußballspieler